# Jamides sarmice
Jamides sarmice är en fjärilsart som beskrevs av Hans Fruhstorfer 1916. Jamides sarmice ingår i släktet Jamides och familjen juvelvingar. Inga underarter finns listade i Catalogue of Life.